# Inflamabilidade
inflamabilidade é definida como a facilidade com que algo queima ou entra em ignição, causando fogo ou combustão. O grau de dificuldade necessária para causar a combustão de uma substância é quantificada através de teste de chama. Internacionalmente, uma variedade de protocolos de teste existem para quantificar inflamabilidade. As classificações alcançados são usados em códigos de construção, requisitos de seguro, os códigos de prevenção incêndio e outros regulamentos que regem o uso de materiais de construção, bem como o armazenamento e manipulação de substâncias altamente inflamáveis dentro e fora das estruturas e no transporte de superfície e aéreo. Por exemplo, alterando-se uma habitação alterando-se a inflamabilidade do conteúdo exige do proprietário de uma edificação que candidate-se a uma licença de construção para se certificar de que a proteção contra incêndios geral básica do projeto da instalação pode levar tal alteração em conta.